# Liparis rivalis
Liparis rivalis är en orkidéart som beskrevs av Rudolf Schlechter. Liparis rivalis ingår i släktet gulyxnen, och familjen orkidéer. Inga underarter finns listade i Catalogue of Life.